# アンドレイ・ミズロフ
アンドレイ・ミズロフ（ロシア語表記:Андрей Мизуров、1973年3月16日 - ）は、カザフスタン、カラガンダ出身の自転車競技（ロードレース）選手。

## 来歴
- 1997年
  - ツアー・オブ・クロアチア総合優勝。

- 2000年、テレコムに移籍。

- 2001年
  - 国内選手権・ロードレース優勝。

- 2002年、メルカトーネ・ウノに移籍。
  - ジロ・デ・イタリア初出場、総合37位。
  - 国内選手権・個人タイムトライアル(ITT)優勝。

- 2004年
  - 国内選手権・ロードレース優勝。

- 2005年
  - UCIアジアツアー初代総合優勝。
  - ツアー・オブ・チャイナ総合優勝。
  - ツアー・オブ・ジャパン総合2位。

- 2006年
  - アジア大会・チームタイムトライアル(TTT)優勝。
  - アジア自転車競技選手権大会・ITT優勝。
  - アジア大会・ITT3位。
  - ツアー・オブ・ジャパン総合3位。

- 2007年、アスタナに移籍。
  - 世界選手権・ITT8位。

- 2008年
  - 国内選手権・ITT優勝。

- 2009年、タブリズ・ペトロケミカルに移籍。
  - ツアー・オブ・チンハイレイク総合優勝。
  - ツアー・オブ・イーストジャワ総合優勝
  - 国内選手権・ITT優勝。

- 2010年、
  - ツアー・オブ・ジャパン総合2位。
  - ツール・ド・熊野総合優勝。

- 2011年
  - 国内選手権・ロードレース優勝。